# Väster-Ottsjön
Väster-Ottsjön este o arie protejată (arie specială de conservare — SAC, sit de importanță comunitară — SCI) din Suedia întinsă pe o suprafață de 43,9 ha, integral pe uscat.

## Localizare
Centrul sitului Väster-Ottsjön este situat la coordonatele 63°45′22″N 14°48′07″E / 63.7561°N 14.8019°E.

## Înființare
Situl Väster-Ottsjön a fost declarat sit de importanță comunitară în decembrie 1998 pentru a proteja un număr necunoscut de specii din flora spontană și fauna sălbatică aflate în arealul zonei. Situl a fost protejat și ca arie specială de conservare în martie 2011.

## Biodiversitate
Situată în ecoregiunea boreală, aria protejată conține 2 habitate naturale: Mlaștini alcaline, Taiga vestică.
La baza desemnării sitului se află un număr nedeclarat de specii protejate.